# Manfredia aemiliana
Manfredia aemiliana är en mångfotingart som först beskrevs av Manfredi 1932.  Manfredia aemiliana ingår i släktet Manfredia och familjen knöldubbelfotingar. Inga underarter finns listade i Catalogue of Life.